# Carlos Giménez (historietista)
Carlos Giménez Giménez (Madrid, 6 de marzo de 1941) es un historietista español, adscrito habitualmente al Grupo de La Floresta, siendo este uno de los diferentes estudios en los que ha participado. Junto con otros autores de su misma generación, como Josep María Beá (1942), Luis García (1946), Felipe Hernández Cava (1953), Fernando Fernández (1940), Enric Sió (1942) y Adolfo Usero (1941) participó en la renovación del cómic español. Es, en cualquier caso, uno de los historietistas más importantes del denominado boom del cómic adulto en España y uno de los pocos que aún continúan en activo.
A lo largo de su vida profesional, se ha significado además por su militancia política (colaboró con el PSUC) y su defensa de los derechos de guionistas y dibujantes. [cita requerida]

## Biografía
Carlos Giménez es un historietista que ha reflejado su biografía en su obra. Así, su infancia en los hogares del Auxilio Social se reflejará más tarde en su serie Paracuellos, en Barrio su encuentro con la vida real, con su barrio, al salir, adolescente del Auxilio Social, mientras que sus primeras experiencias como dibujante durante los años 1960 pueden rastrearse en Los Profesionales. 

### Infancia y juventud
Carlos Giménez vive sus primeros años en el madrileño barrio de Embajadores. Desgraciadamente, su padre, un soldador oriundo de Tomelloso, muere al poco de nacer él, mientras que su madre enferma de tuberculosis a los cinco años. Pasará los siguientes ocho años internado en diversos hogares de Auxilio Social, con breves temporadas en acogimiento por una familia de Paracuellos de Jarama de la que el autor aún habla con cariño. Descubre en esta época a El Cachorro de Juan García Iranzo.
Vuelve a los catorce años al hogar materno, convertido en casa de huéspedes, y trabaja para el taller de Sarmentero en El Rastro, primero como chico de los recados y luego como decorador. Mientras tanto, sigue dibujando tebeos, influidos ahora por El Capitán Trueno de Ambrós.
En 1958, con diecisiete años, presenta sus dibujos a Manuel López Blanco, autor de Las aventuras del F.B.I., quien lo emplea de ayudante para los fondos y le proporciona trabajos para la agencia Ibergraf. Su primera serie importante es Drake & Drake con guion de José Mallorquí, que

por una cuestión de soberbia tiene que dejar, tirando por la borda un trabajo demasiado bien pagado para la época. Después de eso no dura mucho en Ibergraf y el trabajo, de momento, se acaba. Es el final de una época y el comienzo de otra. A lo largo de la vida de Giménez cada cambio es un paso adelante, nunca un retroceso, como si fuera atándose él mismo a una meta entrevista.

### El mercado exterior
Ya en 1962, comparte el estudio del Manzanares con Esteban Maroto y Adolfo Usero, y realiza historietas bélicas para Editorial Maga y Buck Jones para una agencia barcelonesa. Trabaja luego para Selecciones-Creaciones Ilustradas de Josep Toutain, iniciando en 1963 la serie del oeste Gringo, con guiones de Manuel Medina y dibujando varias historietas románticas, todas para el mercado exterior. Manuel López Blanco diría que su Oeste "era de cuento de hadas porque en lugar de cuervos y buitres había pajaritos y flores."
Tras terminar la mili, se casa a los veintitrés años con su novia Meli. Con un hijo recién nacido, las necesidades económicas le impelen a trasladarse a Barcelona. Comparte estudio y experiencias con Esteban Maroto, Luis García, Suso Peña y Adolfo Usero, formando el denominado Grupo de la Floresta que realiza algunas historietas de forma colectiva. 
Sus reivindicaciones sobre los derechos de autor y su nueva conciencia del medio le llevan a abandonar Gringo para desarrollar Delta 99 (1967) sobre guiones de Jesús Flores Thies, así como algunas historietas cómicas (Tom Berry y Kiko 2000) para el mercado alemán. 
Se instala con su familia en un piso de Premiá de Mar, localidad situada en el litoral del Maresme, a unos 20 km de Barcelona. Allí nacerá otro de sus hijos.
De 1969 a 1975, a partir de guiones de Víctor Mora realiza la serie Dani Futuro que es considerada su primera gran serie. Iniciada para "Gaceta Junior" queda suspendida en 1970, siendo reanudada en 1972 para la revista belga Tintin. En el interludio había iniciado las series "Iris de Andrómeda" y "Ray 25", además de terminar Ulysses, una serie erótica de encargo para la revista alemana "Pip", que el propio Giménez considera absurda, Y es, como también afirma,

En PIP lo único que no se censura es el sexo, que además es rigurosamente obligado. Igual de malo es que te prohíban salir de casa como que no te dejen entrar. Yo preferiría entrar y salir cuando me diera la gana.

 Más orgulloso está de las breves historietas de terror El miserere y El extraño caso del señor Valdemar, destinadas ambas a la revista Trinca y basadas en los relatos homónimos de Gustavo Adolfo Bécquer y Edgar Allan Poe, respectivamente. 
Con Usero y García forma en 1973 el grupo Premiá 3, que adapta La isla del tesoro y plasma un guion de Mariano Hispano en Los cuatro amigos. 
A partir de 1975, realiza sus propios proyectos, comenzando por Hom, una adaptación de la novela de Brian Aldiss El lento morir de la tierra, durante la cual trabaja como ayudante de Mira Carmen Vila y Miguel Fuster para poder subsistir.

### En elboomdel cómic adulto en España
En 1975 Giménez empieza a trabajar para revistas satíricas, como Mata Ratos, Muchas Gracias y El Papus, donde inicia series como "Paracuellos"; las historietas muchas de ellas con guiones de Ivá, que luego serían recopiladas con el título de "España Una, Grande y Libre", y Barrio (1977). Hasta este momento, la mayoría de sus trabajos se habían publicado en el extranjero, siendo casi un desconocido en España. Por el contrario, ahora recibirá "constantes amenazas de muerte por parte de grupos de ultraderecha", pues fue el primero en el mundo de los tebeos que empezó a contar cosas de la época del franquismo.
En 1978, publica "La saga de los Menéndez" en la revista juvenil Primeras Noticias e inicia "Koolau el leproso", adaptación de un relato de Jack London, que aparecerá al año siguiente en Totem.
En su último trabajo en grupo (el denominado Taller Premiá), realiza la planificación y los fondos de Tequila Bang! contra el club Tenax, mientras que Adolfo Usero se encarga del dibujo a lápiz y Alfonso Font del entintado. Al final, reconocerá que el trabajo en "equipo no es bueno a la hora de hacer historietas", porque termina siendo poco sentido e industrializado.
En 1980, publica "Érase una vez en el futuro", basada en relatos de Jack London y de los Diarios de las estrellas de Stanisław Lem, en la revista 1984, al mismo tiempo que continúa Paracuellos, con el título de Auxilio Social, en Comix Internacional.
Participa en la creación de la revista Rambla, donde serializa "Los Profesionales" (1982), centrada en las relaciones económicas que subyacen en la producción historietística y «mucho más desligada del contexto político y de crítica al Régimen [franquista]».

### Trabajos recientes
Ya en Madrid, a la que ha regresado en 1983, continúa con "Los Profesionales" y aborda las relaciones sentimentales en series como "Romances de andar por casa" e Historias de sexo y chapuza (1989), que ha de publicar ya en la revista francesa Fluide Glacial ante la crisis del mercado autóctono. En otro registro, el de los cómics de acción, cabe destacar obras como Bandolero (1987); "Una infancia eterna" (1991), con guion de Godard, y "Jonás, la isla que nunca existió" (1992-2003), cuya publicación previa en Internet (de la que fue pionero) fue un fracaso.
Se convierte en padre de tres nuevos hijos con Ana Salado: Pablo, en 1989 y las gemelas Kas y Ruucito
En 2005 recibió el Gran Premio del Salón del Cómic de Barcelona, como reconocimiento por toda su carrera. También se encarga del guion de la adaptación de "El capitán Alatriste" (2005), que dibuja Joan Mundet, y entre 2007 y 2008, realiza otra de sus obras políticas: "36-39. Malos tiempos", centrada de forma expresa en la guerra civil española. Su última obra de envergadura es una biografía de Pepe González.

## Estilo e influencias
Giménez, igual que Alfonso Font, se caracteriza por unos "matices semihumorísticos" en sus dibujos. Estos suelen ser armoniosos y gratos, con lo que contribuyen a apaciguar cualquier recelo, aunque a menudo expresen cosas terribles. Sus máximas influencias gráficas son, según Ludolfo Paramio, Milton Caniff y los dibujantes de Pilote, mientras que Mariano Ayuso y Antonio Lara consideran a Frank Robbins como el primero de sus maestros. Este último teórico no deja, sin embargo, de resaltar "una concreción, un sentido de la finitud" heredada de Juan García Iranzo, gran inspiración en su niñez. A dibujar mujeres, en concreto, aprendió de Pepe González, compañero suyo en Selecciones Ilustradas. De todos modos, Giménez se considera a sí mismo "un narrador de historias y la historia es lo importante, no lo que me gustaría dibujar". De esta forma,

Cada asunto precisa un enfoque, planificación, concepto y técnica diferentes. Si lo que pretendo es hacer reír, por lógica acudo a un concepto de las cosas que estén más cerca de la risa, es decir al dibujo cómico. Si quiero reflejar un mundo amable —como el de Dani Futuro, por ejemplo— recurro a la suavidad de líneas, a la ornamentación, a la estilización y a la idealización. Si en cambio, trabajo sobre un tema de "suspense", de misterio o terror, recurro a lo trágico, a las sombras, a lo oscuro. El concepto del dibujo debe estar siempre en función del tipo de historia que hay que contar.

En sus guiones, recurre a una técnica discursiva en la que abundan la introspección y el monólogo, lo que le permite unificar un material bastante variado en cuanto a tonos. Abunda, sin embargo, cierto tono sentimental e incluso ñoño en sus historietas, lo que el propio Giménez considera un rasgo de su propio carácter personal y Toni Segarra indica que sirve de "contrapunto a esas otras secuencias mucho más duras y sobrias". Recurre para subrayarlo a cierta simbología elemental y, por lo tanto, fácilmente asimilable por cualquier tipo de lector.
En sus obras autobiográficas, da prioridad a la reacción sobre la acción, enfatizando aquella mediante el primer plano, mientras que en sus adaptaciones:

«los planos se abren en beneficio de la profundidad de campo, permitiendo así a Giménez hacer alarde de su gran técnica decorativa y entrar en un terreno peligroso donde la dramatización de los silencios pasa a descansar más en el paisaje que en los personajes».

En el terreno literario, la mayor influencia reconocida por el propio Giménez es la de Paco Candel, especialmente en Barrio. Ambos autores, catalanes de adopción, llegarían a ser grandes amigos. Felipe Hernández Cava considera que esta parte autobiográfica de su obra retoma la corriente de la novela española de realismo social de los años 60, además de mostrar resonancias de Ramón J. Sender (cuyo Réquiem por un campesino español llegaría a adaptar) y del Arturo Barea de La forja de un rebelde.

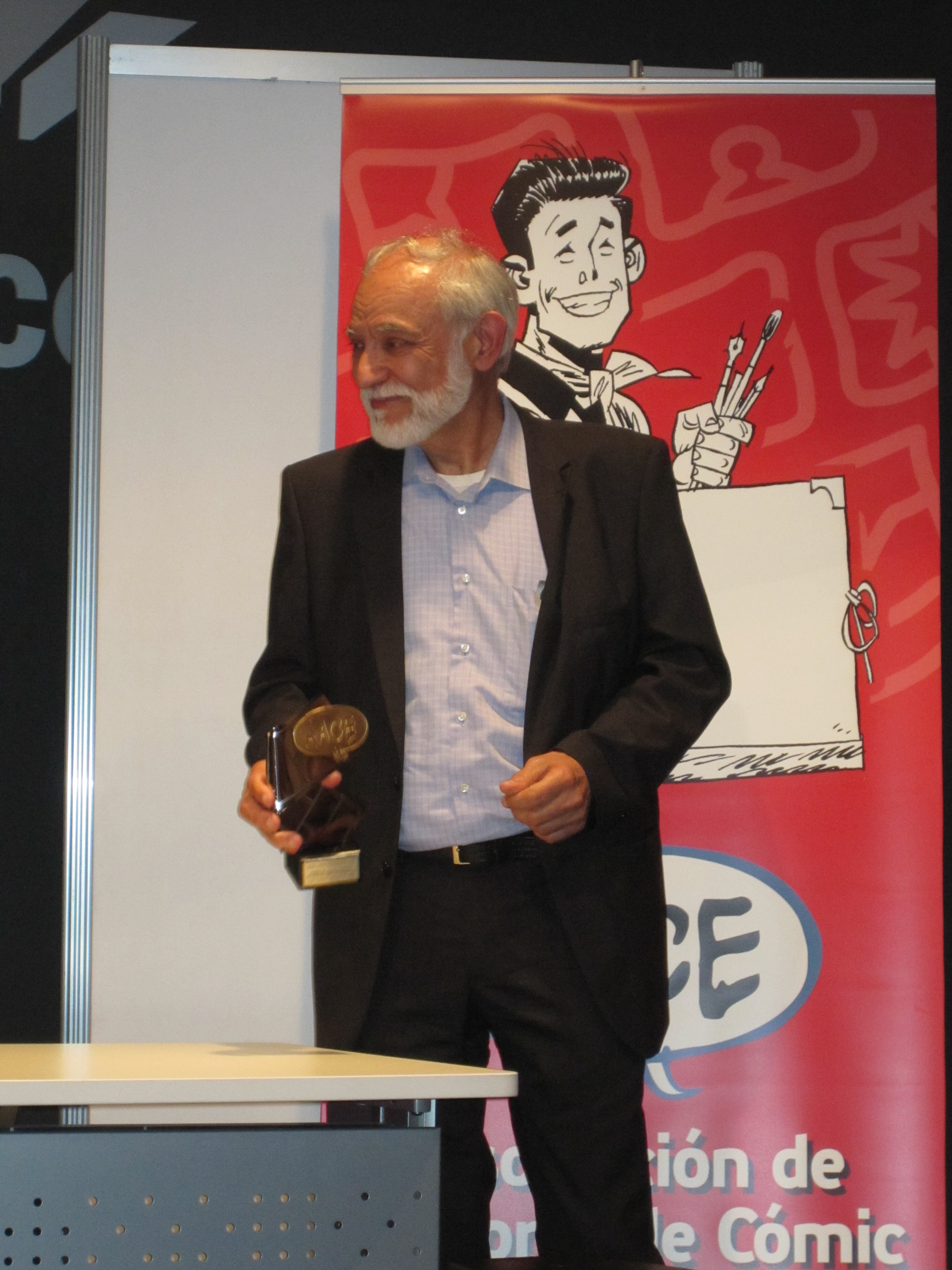
Jan recoge su premio AACE en la ed. del 2012 del Salón de Barcelona; detrás puede verse el cartel de la asociación, obra de Carlos Giménez.

Ya en 1982, Antonio Lara lo consideraba "un testigo o un cronista de lo que pasa en torno nuestro", de tal forma que 

Sus dibujos, sus series de historietas, nos hablan de todo lo que le preocupa, pero, al darse la curiosa circunstancia de que eso también nos preocupa a los demás ciudadanos de este país, se produce ese curioso fenómeno de interrelación o dependencia mutua entre el autor y sus receptores o lectores.

Para Antonio Remesar, su obra "autobiográfica" constituye una crónica sociológica y hasta histórica de primer orden, no superada por los contemporáneos "devaneos sicoanáliticos de la Valentina de Crepax, ni la crónica de costumbres sobre el Nueva York de la Depresión de Eisner, ni las ilusorias andanzas del niño Pratt por África". Cinco años después, Giménez se definía a sí mismo como un narrador que se dedicaba a filtrar lo que sucedía a su alrededor para reflejarlo en sus historietas.
Sus obras más personales también se caracterizan por cierto maniqueísmo que separa a los personajes en dos bandos, el de los "malos" y el de los "buenos", aunque esto puede estar justificado por las propias personas e historietas que elige reflejar.
En 1982, al preguntársele por sus películas favoritas, citaba Doce hombres sin piedad (1957), Alguien voló sobre el nido del cuco (1975) y La guerra de las galaxias (1977).

## Legado
Desde finales de los años 1960 y hasta principios de la década de 1980, Giménez representó la vanguardia de los autores de historietas en España gracias a sus "iniciativas personales" y sus "radicales y convencidas tomas de posición". Ya en 1970, gracias a Dani Futuro, constituía "el número uno de nuestros dibujantes comerciales, en el sentido plenamente positivo del término". Un clásico como Jesús Blasco creía en 1983 que era "el más talentoso narrador de cómics que tenemos".

## Premios
- Al mejor dibujante, en los Premios Club Amigos de la Historieta 1977.[31]
- 1985 Premio Haxtur al "Mejor guion" por su obra Primer Amor, concedido en el Salón internacional del Cómic del Principado de Asturias-Gijón
- Desde 1985 a 2011 ha obtenido otras ocho Nominaciones a los Premios Haxtur
- 1991 Premio Haxtur a la "Mejor historia corta"   "Mejor guion" por su obra Sabor a menta
- 2001 Premio Haxtur al "Mejor guion" por su obra Firmes... ¡Ar!(Paracuellos 4)
- 2003 Medalla al Mérito en las Bellas Artes, en su categoría de oro, por el Ministerio de Educación, Cultura y Deporte.
- 2004 Premio John Buscema: Amar el Cómic , Dedicado a aquellos que han realizado extraordinarias contribuciones al medio y al reconocimiento del mismo como arte. Concedido por el Salón internacional del Cómic del Principado de Asturias-Gijón
- 2007 Premio Haxtur al "Mejor historia corta" por su obra Ese día / Barrio 4
- 2007 Premio Haxtur al "Finalista más votado por el público"

## Obra
- Gringo (1963).
- Delta 99 (1968).
- Dani Futuro (1969). Guion de Víctor Mora.
- Hom (1974).
- España Una, Grande y Libre (1976-77). Colaboraciones puntuales en el guion de Ivá.
- Paracuellos (1976-2022). 9 álbumes.
- Barrio (1977-2001). 4 álbumes.
- La saga de los Menéndez (1978).
- Koolau el leproso (1978).
- Retales (1979).
- Las odiseas de Ulises (1980).
- Érase una vez en el futuro (1980).
- Los profesionales (1981-2003). 5 álbumes.
- Carlos Giménez, un hombre mil imágenes (1982).
- Romances de andar por casa (1983-85).
- Rambla arriba, Rambla abajo (1986). Una historia de Los profesionales.
- Bandolero (1987).
- Historias de sexo y chapuza (1989-2000). 6 álbumes.
- Una infancia eterna (1990). Guion de  Christian Godard, coloreado por Marie-Paule Alluard.
- Sabor a menta y otras historias (1994). Recopilación de nueve historias dibujadas entre 1970 y 1992.
- Jonás, la isla que nunca existió (1992-2003).
- Cuentos del 2000 y pico (2001).
- Flash-Back homenaje a Calor Giménez (2003).
- El capitán Alatriste (2005). Dibujo de Joan Mundet.
- Los cuentos del tío Pablo (2007). Recopilación de historietas publicadas entre 1997 y 2005 y editadas en álbum en 2007.
- 36-39. Malos tiempos (2007-2008). 4 álbumes.
- Pepe (2012-2014). 5 álbumes. Biografía de Pepe González.
- La peste escarlata (2015).
- Crisálida (2016).
- La máquina del tiempo (2017).
- El discriminador (2018).
- Canción de Navidad. Una historia de fantasmas (2018).
- Punto final (2019). Incluye dos historias, una de Dani Futuro y otra de Gringo.
- Mi amigo Luis (2019).
- Es hoy (2020).
- El inmortal (2021).
- Mientras el mundo agoniza (2021). Una historia de Dani Futuro.
- El princesito (2021).
- Cementerio estelar (2023)
- La última cena de los veteranos (2023)
- Una voz en la noche (2024)[32]